# مورين برادلي
مورين برادلي هي كاتبة سيناريو كندية، ولدت في القرن العشرين في مونتريال في كندا.

## وصلات خارجية
- مورين برادلي على موقع IMDb (الإنجليزية)
- مورين برادلي على موقع قاعدة بيانات الفيلم (الإنجليزية)